# Gare de Béziers
Gare de Béziers – stacja kolejowa w Béziers, w regionie Oksytania, we Francji. Znajdują się tu 3 perony.